# Isabella Adinolfi
Isabella Adinolfi (ur. 27 marca 1978 w Nocera Inferiore) – włoska polityk i przedsiębiorca, posłanka do Parlamentu Europejskiego VIII i IX kadencji.

## Życiorys
Uzyskała magisterium w zakresie ochrony dóbr kultury. Pracowała w różnych zawodach w branży turystycznej i hotelarskiej, później jako przedsiębiorca. Zaangażowała się w działalność polityczną w ramach Ruchu Pięciu Gwiazd. W wyborach w 2014 z listy tego ugrupowania uzyskała mandat eurodeputowanej. W 2019 z powodzeniem ubiegała się o reelekcję. W 2021 opuściła Ruch Pięciu Gwiazd, dołączyła do partii Forza Italia.